# 对叶盐蓬
对叶盐蓬（学名：Girgensohnia oppositiflora）是苋科对叶盐蓬属的植物。分布在伊朗、哈萨克斯坦以及中国大陆的新疆等地，生长于海拔700米至900米的地区，一般生长在戈壁、荒漠以及干山坡，目前尚未由人工引种栽培。